# Classe Raven
La classe Raven est une classe de 2 dragueurs de mines construit aux États-Unis et qui ont servi dans l'United States Navy pendant la Seconde Guerre mondiale.

## Conception
La classe Raven a été remplacée par la classe Auk, basée sur les Raven mais avec une propulsion diesel-électrique plutôt que diesel.

## Navires de la classe

### US Navy
| Nom du navire | Numéro de coque | Date de suppression du Naval Vessel Register | Destin                                                                  |
| ------------- | --------------- | -------------------------------------------- | ----------------------------------------------------------------------- |
| USS Raven     | AM-55           | 1er mai 1967                                 | Coulé comme navire-cible au large de la côte sud de la Californie, 1967 |
| USS Osprey    | AM-56           | 22 août 1944                                 | Percute une mine et coule, 5 juin 1944                                  |